# Estación La Rioja (Chile)
La Rioja fue una estación de ferrocarril que se hallaba en el Desierto de Atacama, en la Región de Antofagasta de Chile. Fue parte del Longitudinal Norte y actualmente se encuentra inactiva.

## Historia
La estación fue construida como parte del ferrocarril Longitudinal Norte, el cual inició sus obras en 1911 y fue entregado para su operación en el tramo Pintados-Baquedano en junio de 1913. Según Santiago Marín Vicuña, la estación se encontraba ubicada a una altitud de 1282 m s. n. m. Está ubicada en un sector donde el desierto llano se estrecha unos 6 km, permitiendo solamente el paso de la vía férrea; hacia el sur de la estación surge la Pampa Valenzuela.
En mapas de 1929 aparece un desvío desde la estación La Rioja hacia la oficina salitrera Ercilla. La estación no aparece consignada en publicaciones turísticas de 1949, sin embargo aparece en mapas de 1962.
La estación dejó de prestar servicios cuando finalizó el transporte de pasajeros en la antigua Red Norte de la Empresa de los Ferrocarriles del Estado en junio de 1975, siendo suprimida formalmente el 15 de enero de 1979. Las vías del Longitudinal Norte fueron traspasadas a Ferronor y privatizadas, mientras que la estación fue abandonada. El entorno de la estación actualmente es ocupado por el proyecto minero Algorta, dedicado a la extracción de yodo.